# Musée national d'art contemporain d'Athènes
Pour les articles homonymes, voir Musée national d'art contemporain.
Le Musée national d'art contemporain d'Athènes, couramment abrégé EMST (en grec moderne : Εθνικό Μουσείο Σύγχρονης Τέχνης (ΕΜΣΤ)), est une institution nationale grecque consacrée aux collections et à l'exposition d'art contemporain grec et international à Athènes. Créé en octobre 2000, il accueille depuis sa réouverture au public en février 2020 près de 20 000 m2 consacrés aux expositions permanentes et temporaires.

## Emplacement et bâtiment
Le musée est situé au centre-ville d'Athènes, dans le quartier de Kynosárgous, à environ 600 m au sud du musée de l'Acropole. Il occupe une partie de l'ancienne brasserie Fix (en) construite en 1961 par deux architectes grecs élèves de Le Corbusier, Tákis Zenétos (1926-1977) et Margarítis Apostolídis (1922-2005). Le bâtiment est un exemple de l'architecture industrielle d'après-guerre.

## Histoire
En 1994, la création du musée macédonien d'art contemporain à Thessalonique fut une première en Grèce mais laissa la capitale orpheline d'une institution similaire consacrée à l'art contemporain. En 2000, une exposition eut lieu au rez-de-chaussée de l'ancienne brasserie Fix, propriété depuis 1994 d'Attiko Metro, la société gestionnaire des transports en commun en Attique.
L'EMST fut officiellement créé la même année en tant qu'espace d'expositions temporaires. De 2003 à 2008, plusieurs événements et expositions organisés par l'institution ont investi l'espace public, la salle de concert d'Athènes ou bien encore l'École des beaux-arts. De 2008 à 2015, le développement de l'EMST fut poursuivi au sein du Conservatoire d'Athènes, avant que l'institution ne s'installe de manière permanente dans l'ancienne brasserie Fix après travaux.
Toutefois, le musée national d'art contemporain d'Athènes ne dispose à cette époque que d'espaces d'expositions temporaires. L'année 2017 marqua une étape importante pour le musée, l'ancienne brasserie ayant été le principal lieu d'exposition de la documenta 14 à Athènes du 8 avril au 16 juillet. L'année suivante, un don de 3 millions d'euros de la fondation Stávros Niárchos permit à l'État grec, qui a au total investi près de 40 millions d'euros dans le développement de l'EMST, de lancer les études et les travaux nécessaires à l'installation d'une collection permanente.
Depuis février 2020, le musée national d'art contemporain d'Athènes est à nouveau ouvert au public. Il dispose désormais d'une collection permanente, d'espaces d'expositions temporaires, d'une bibliothèque, d'une salle des archives et propose des programmes éducatifs visant à sensibiliser le public à l'art contemporain.

## Collections
La collection permanente, située aux trois derniers étages du bâtiment, rassemble environ 170 œuvres de près de 80 artistes. Début 2022, le collectionneur et homme d'affaires Dimítris Daskalópoulos (en) fait don au musée de 140 œuvres de plusieurs grands noms de l'art contemporain,. Dans la collection permanente figurent notamment des peintures, des dessins, des sculptures, des installations, des œuvres vidéo, audio et en ligne d'artistes tels que :
- Marina Abramović
- Vito Acconci
- Bertille Bak
- Mirosław Bałka
- Lynda Benglis
- Sadie Benning
- John Bock
- Chris Burden
- Sophie Calle
- Giórgos Charvaliás
- Chryssa
- Do-ho Suh
- Dan Graham
- Nan Goldin
- Mona Hatoum
- Gary Hill
- Emily Jacir
- Ilia Kabakov
- Kimsooja
- Joseph Kosuth
- Giánnis Kounéllis
- Piotr Kowalski
- Wolfgang Laib
- Bruce Nauman
- Tony Oursler
- Nam June Paik
- Martha Rosler
- Lucas Samaras
- Carolee Schneemann
- Allan Sekula
- Níkos Tranós
- Bill Viola
- Gillian Wearing
- Bob Wilson
- Dara Birnbaum
- Ann-Sofi Sidén (en)
- Jayce Salloum (en)
- Vadim Zakharov (en)
- Stephen Antonakos
- Vlássis Kaniáris (de)
- Kóstas Tsóklis (de)
- Kóstas Varótsos (it)
- Manólis Baboússis (el)[6].

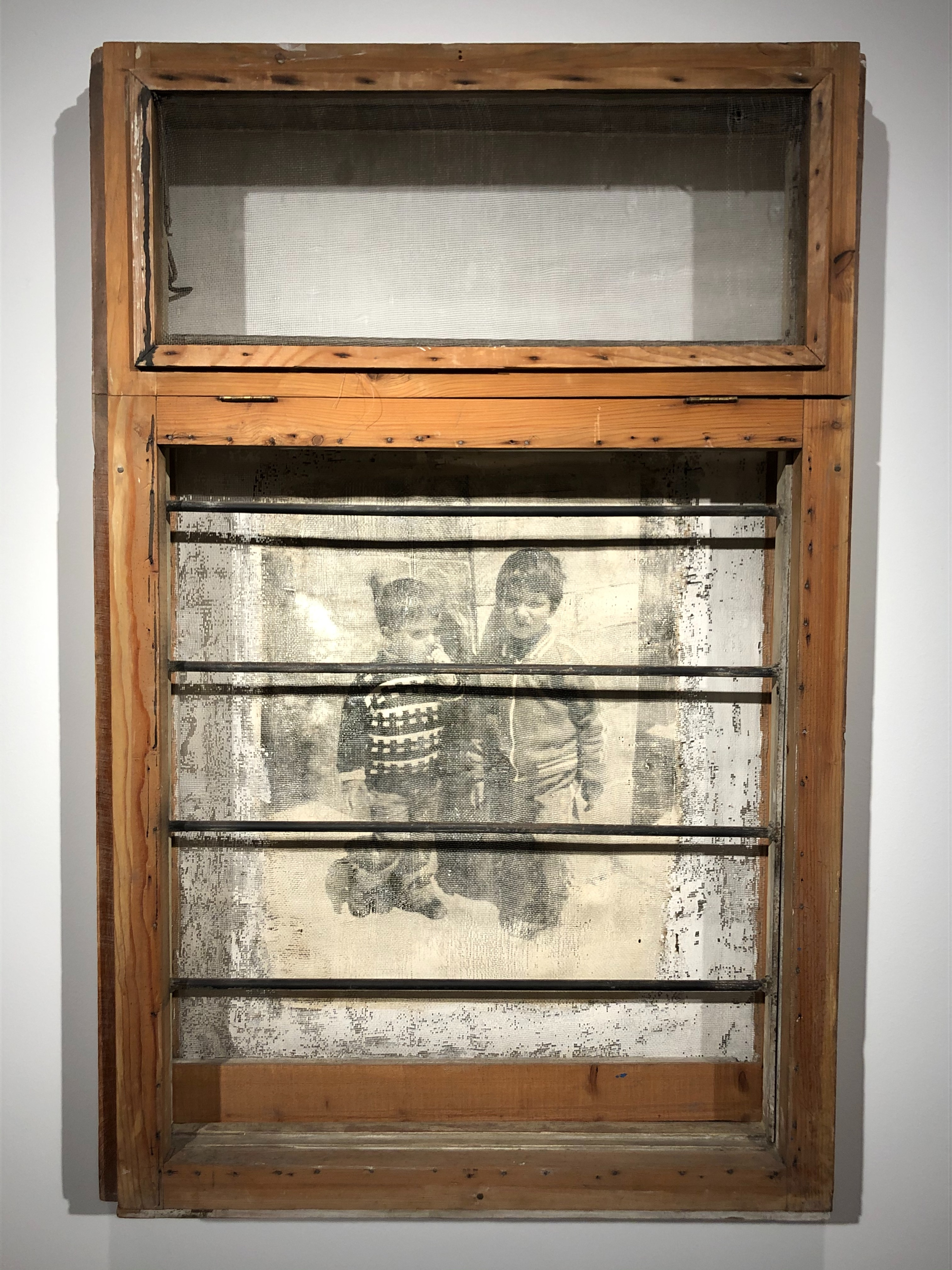
Áspa Stassinopoúlou, Sans titre, 1980.
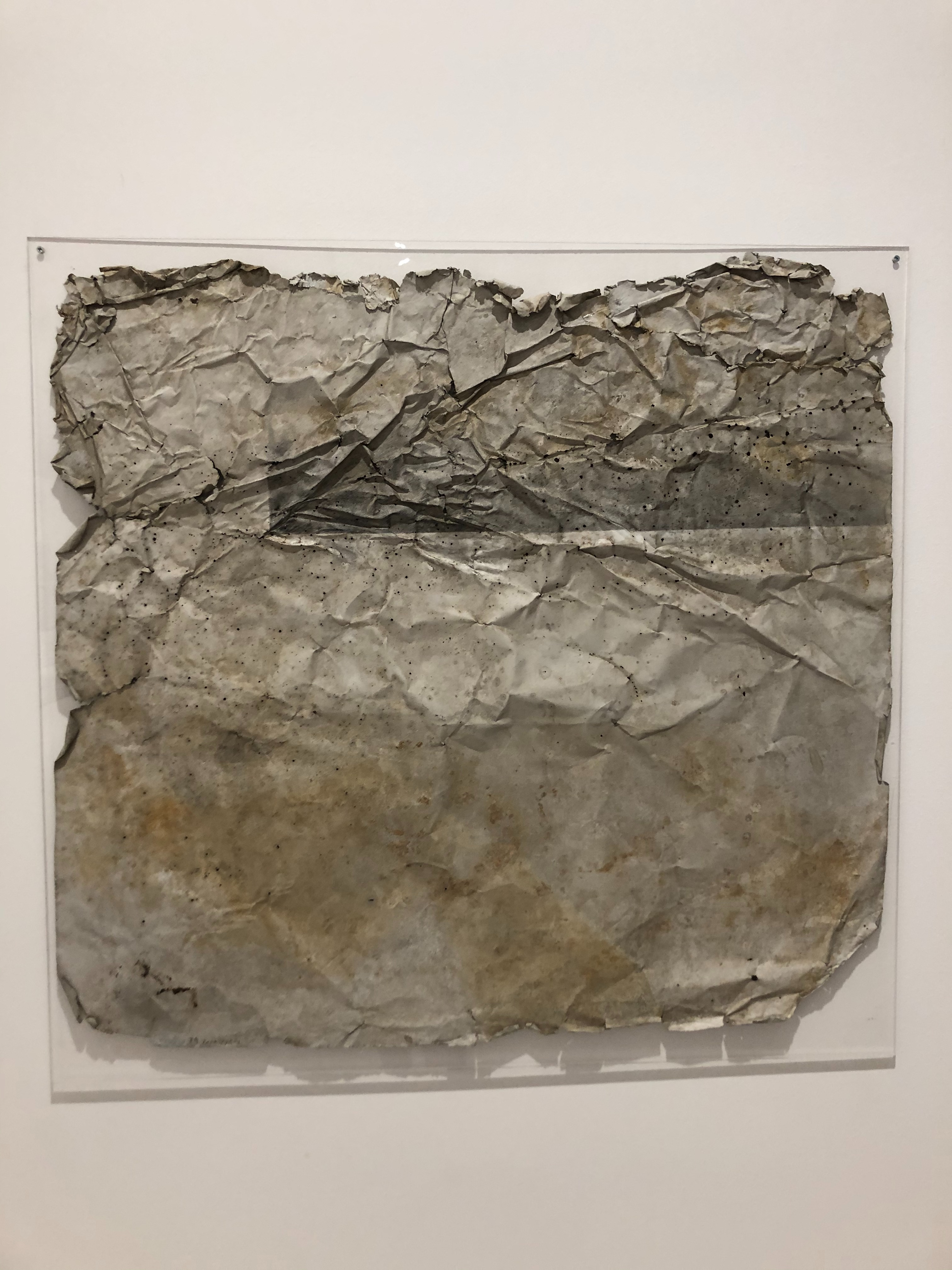
Réna Papaspýrou, Épisodes dans la matière, 1980.
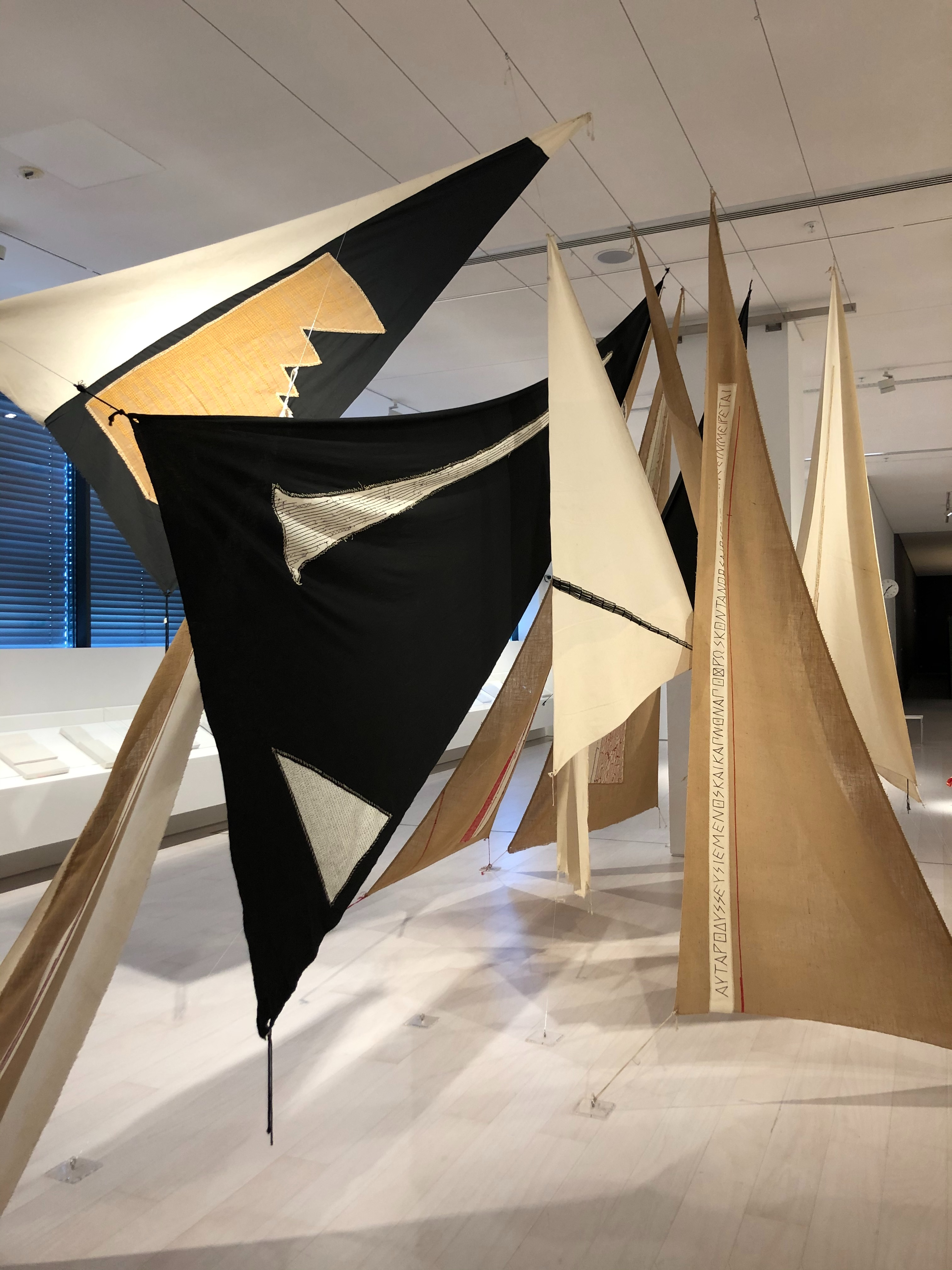
Bía Dávou, Voiles, 1981.
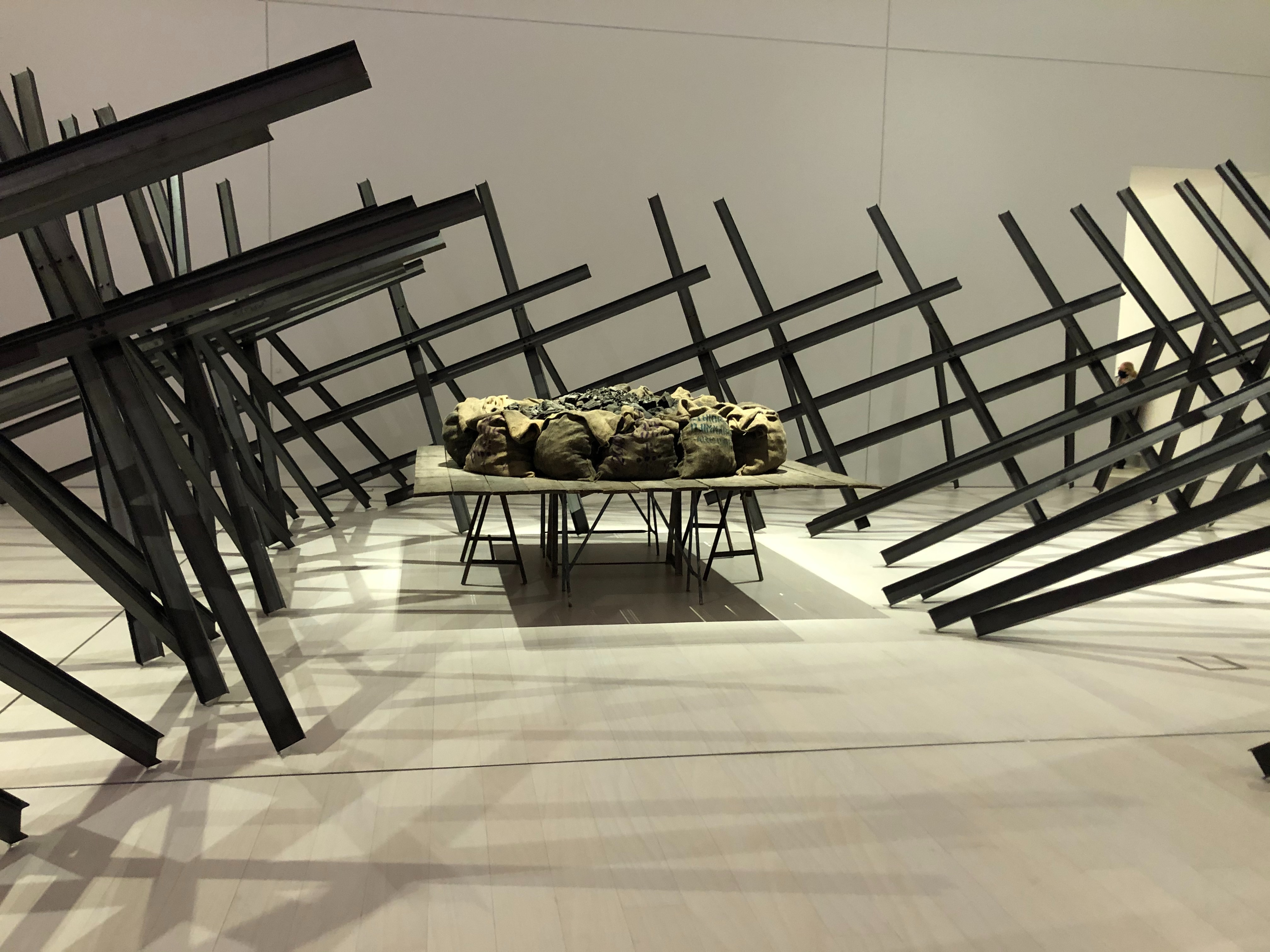
Giánnis Kounéllis, Sans titre, 2004.
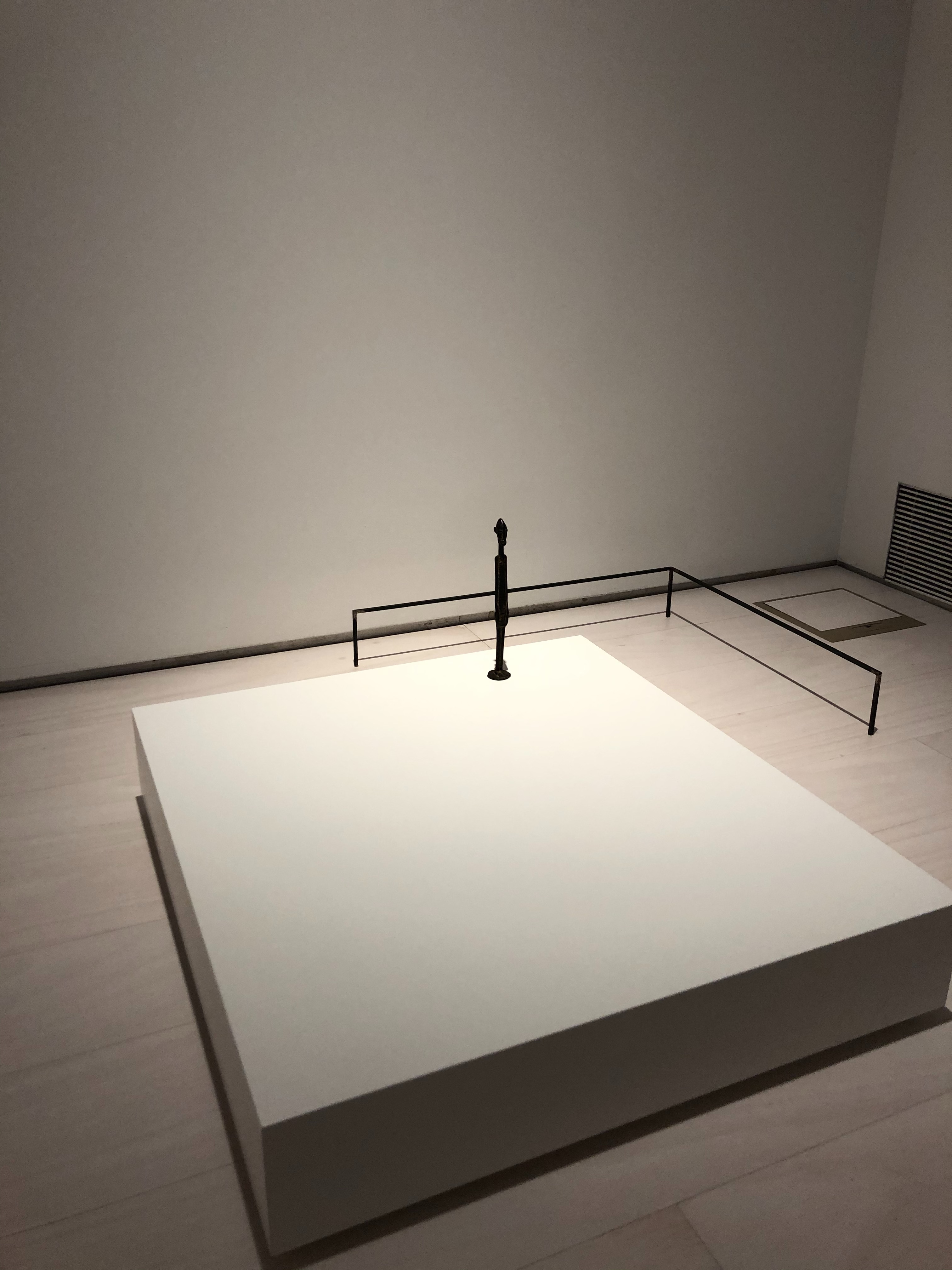
Haris Epaminonda, Sans titre #09p/g, 2012.